# Andu Moisi
Andu Marian Moisi (sinh ngày 12 tháng 8 năm 1996) là một cầu thủ bóng đá người România thi đấu cho Știința Miroslava, theo dạng cho mượn từ CSM Politehnica Iași, ở vị trí hậu vệ.

## Sự nghiệp câu lạc bộ

### Politehnica Iași
Vào mùa hè năm 2017, sau khi giúp CS Știința Miroslava thăng hạng Liga II, Moisi trở lại CSM Politehnica Iași. He subsequently signed a new three-year contract with the câu lạc bộ Liga I.

## Danh hiệu

### Știința Miroslava
- Liga III: 2016–17